# Callopsylla digitata
Callopsylla digitata är en loppart som beskrevs av Cai Liyun, Wu Jiasong et Liu Chiying 1984. Callopsylla digitata ingår i släktet Callopsylla och familjen fågelloppor. Inga underarter finns listade i Catalogue of Life.